# Evert Linthorst
Henricus Gerardus Hubertus Maria (Evert) Linthorst (Venlo, 3 maart 2000) is een Nederlands voetballer die doorgaans speelt als middenvelder. In januari 2022 verruilde hij Al-Ittihad Kalba voor Go Ahead Eagles.

## Clubcarrière

### VVV-Venlo
Linthorst speelde in de gezamenlijke jeugdopleiding van Helmond Sport en VVV-Venlo, totdat hij in 2014 overstapte naar de opleiding van PSV. Na twee seizoenen besloot hij zelf terug te keren naar Venlo. PSV werkte vervolgens niet mee aan een overschrijving naar zijn oude club VVV waardoor hij verplicht één seizoen bij de jeugd van Venlosche Boys moest gaan spelen. In juni 2017 sloot hij zich opnieuw aan bij VVV. Daar maakte hij op 18-jarige leeftijd zijn debuut in het eerste elftal op 19 april 2018, toen met 4–1 werd verloren op bezoek bij Ajax. Ralf Seuntjens zette VVV nog op voorsprong, maar door treffers van David Neres (tweemaal), Klaas-Jan Huntelaar en Hakim Ziyech won Ajax alsnog. Linthorst mocht van coach Maurice Steijn een minuut voor tijd invallen voor Moreno Rutten.
Drie maanden later kreeg hij de Jan Klaassens Award uitgereikt, de jaarlijkse onderscheiding van VVV voor het grootste talent uit eigen jeugdopleiding. Op 20 november 2018 tekende Linthorst bij VVV een contract tot 1 juli 2020 met een optie voor nog een seizoen. Twee weken later maakte de middenvelder in een uitwedstrijd bij Feyenoord zijn officiële basisdebuut, omdat Ralf Seuntjens kort voor de wedstrijd niet inzetbaar bleek vanwege buikgriep. Bij aanvang van het seizoen 2019/20 kreeg Linthorst een basisplek toebedeeld van de nieuwe VVV-coach Robert Maaskant. In de eerste zes competitieduels was de trefzekere middenvelder goed voor vier goals, waarna de club besloot zijn nog doorlopende contract open te breken. Op 20 september 2019 tekende Linthorst een nieuwe verbintenis tot 1 juli 2022.

### Al-Ittihad Kalba
Op de laatste dag van de winterse transferperiode in 2020 verliet Linthorst zijn geboortestad en tekende hij een contract voor tweeënhalf jaar bij Al-Ittihad Kalba uit de Verenigde Arabische Emiraten. Naar verluidt bedroeg de transfersom circa zeshonderdduizend euro. Hij kwam in een jaar tijd tot zeventien wedstrijden en scoorde eenmaal in een bekerwedstrijd.

### Go Ahead Eagles
Op 30 januari 2022 maakte Linthorst de overstap naar Go Ahead Eagles, waar hij een contract tekende tot de zomer van 2024. Hij maakte op 27 februari in De Adelaarshorst zijn debuut tegen Ajax. Hij begon het seizoen 2022/23 als basisspeler van Go Ahead Eagles en miste tot de winterstop maar één wedstrijd. In oktober 2023 werd zijn verbintenis opengebroken en met een jaar verlengd tot medio 2025, met een optie op een jaar extra. Begin 2025 werd deze optie gelicht, waardoor hij tot medio 2026 kwam vast te liggen. Met Go Ahead Eagles won hij de KNVB Beker in zijn vierde seizoen. In de finale werd na strafschoppen gewonnen van AZ na een initiële 1–1. Linthorst begon in de basis en werd in de tweede helft gewisseld. In mei 2025 werd het contract van de middenvelder opengebroken en met twee seizoenen verlengd, tot medio 2028.

## Clubstatistieken
| Seizoen | Club             | Competitie     | Competitie | Competitie | Beker | Beker | Internationaal | Internationaal | Overige | Overige | Totaal | Totaal |
| Seizoen | Club             | Competitie     | Wed.       | Dlp.       | Wed.  | Dlp.  | Wed.           | Dlp.           | Wed.    | Dlp.    | Wed.   | Dlp.   |
| ------- | ---------------- | -------------- | ---------- | ---------- | ----- | ----- | -------------- | -------------- | ------- | ------- | ------ | ------ |
| 2017/18 | VVV-Venlo        | Eredivisie     | 1          | 0          | 0     | 0     | —              | —              | —       | —       | 1      | 0      |
| 2018/19 | VVV-Venlo        | Eredivisie     | 13         | 0          | 0     | 0     | —              | —              | —       | —       | 13     | 0      |
| 2019/20 | VVV-Venlo        | Eredivisie     | 18         | 4          | 1     | 0     | —              | —              | —       | —       | 19     | 4      |
| 2020/21 | VVV-Venlo        | Eredivisie     | 16         | 2          | 3     | 1     | —              | —              | —       | —       | 19     | 3      |
| 2020/21 | Al-Ittihad Kalba | UAE Pro League | 8          | 0          | 2     | 0     | —              | —              | —       | —       | 10     | 0      |
| 2021/22 | Al-Ittihad Kalba | UAE Pro League | 6          | 0          | 1     | 0     | —              | —              | —       | —       | 7      | 0      |
| 2021/22 | Go Ahead Eagles  | Eredivisie     | 2          | 0          | 0     | 0     | —              | —              | —       | —       | 2      | 0      |
| 2022/23 | Go Ahead Eagles  | Eredivisie     | 23         | 1          | 1     | 0     | —              | —              | —       | —       | 24     | 1      |
| 2023/24 | Go Ahead Eagles  | Eredivisie     | 31         | 1          | 3     | 0     | —              | —              | 2       | 0       | 36     | 1      |
| 2024/25 | Go Ahead Eagles  | Eredivisie     | 33         | 3          | 5     | 0     | 2              | 0              | —       | —       | 40     | 3      |
| 2025/26 | Go Ahead Eagles  | Eredivisie     | 1          | 0          | 0     | 0     | 0              | 0              | 1       | 0       | 2      | 0      |
| Totaal  | Totaal           | Totaal         | 152        | 11         | 16    | 1     | 2              | 0              | 3       | 0       | 173    | 12     |

Bijgewerkt op 10 augustus 2025.

## Erelijst
| KNVB Beker | 1 | 2024/25 |